# Ретињано (Лука)
Ретињано је насеље у Италији у округу Лука, региону Тоскана.
Према процени из 2011. у насељу је живело 360 становника. Насеље се налази на надморској висини од 371 м.